# Udgangsforbud
Udgangsforbud, undertiden kaldt spærretid, er et påbud om at nogen skal blive inden døre inden for et bestemt tidsrum, og er således en form for undtagelsestilstand.
Udgangsforbud bruges ofte af magthavere som et led i at få kontrol over et område, for eksempel i krigstilfælde eller under uroligheder, for eksempel af generalerne under opstanden i Burma 2007. Under Danmarks besættelse under 2. verdenskrig indførte den tyske besættelsesmagt spærretid den 26. juni 1944.
I Gellerup-bebyggelsen ved Århus forsøgte man i 2006 med udgangsforbud for børn for at hindre brande, der en overgang hærgede området. Socialdemokratiet og SF har fremsat en plan for de angivelige 29 ghettoområder i Danmark, som bl.a. indebærer udgangsforbud for "unge ballademagere".
I marts 2020 indførte flere lande i Europa, blandt andet Frankrig, Spanien og Italien udgangsforbud på grund af coronakrisen.